# 横浜市立みたけ台中学校

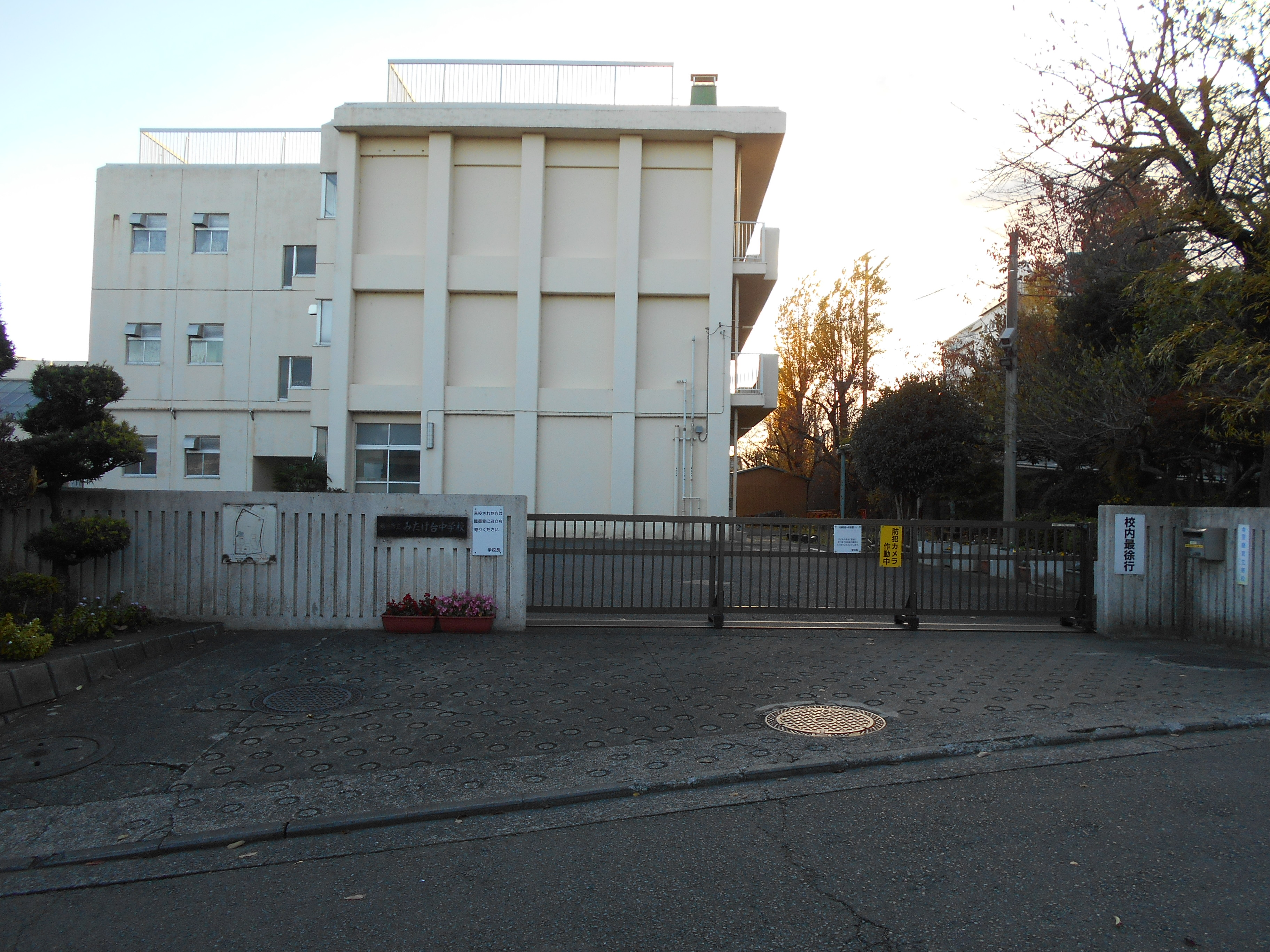
校門

横浜市立みたけ台中学校（よこはましりつ みたけだいちゅうがっこう）は、神奈川県横浜市青葉区みたけ台にある公立中学校。最寄り駅は藤が丘駅。

## 概要
- 開校日 1978年

## 行事
- 体育祭
- 合唱祭

## 主な進学高校
2005年度からの学区撤廃以前は『横浜北部学区』に属していた。
- 神奈川県立市ヶ尾高等学校
- 神奈川県立荏田高等学校
- 神奈川県立川和高等学校
- 神奈川県立霧が丘高等学校
- 神奈川県立新栄高等学校
- 神奈川県立田奈高等学校
- 神奈川県立白山高等学校
- 神奈川県立元石川高等学校

## 交通
- 電車
  - 東急田園都市線藤ヶ丘駅下車 北へ約2キロメートル（徒歩約25分）
- バス
  - 東急バス 正面口駅北側のロータリー 「青01系統 青葉台駅行き」 みたけ台中学校入口停留所 下車 徒歩3分

## 著名な卒業生
- 神尾米 - 元女子プロテニス選手
- 可児壮隆 - プロサッカー選手
- 千々和竜策 - 声優